# Hermosa (Bataan)
Hermosa is een gemeente in de Filipijnse provincie Bataan op het eiland Luzon. Bij de laatste census in 2007 had de gemeente ruim 52 duizend inwoners.

## Geografie

### Bestuurlijke indeling
Hermosa is onderverdeeld in de volgende 23 barangays:
| - A. Rivera - Almacen - Bacong - Balsic - Bamban - Burgos-Soliman - Cataning - Culis - Daungan - Judge Roman Cruz Sr. - Mabiga - Mabuco | - Maite - Mambog - Mandama - Palihan - Pandatung - Pulo - Saba - Sacrifice Valley - San Pedro - Santo Cristo - Sumalo - Tipo |

## Demografie
Hermosa had bij de census van 2007 een inwoneraantal van 52.484 mensen. Dit zijn 6.230 mensen (13,5%) meer dan bij de vorige census van 2000. De gemiddelde jaarlijkse groei komt daarmee uit op 1,76%, hetgeen lager is dan het landelijk jaarlijks gemiddelde over deze periode (2,04%). Vergeleken met de census van 1995 is het aantal mensen met 13.720 (35,4%) toegenomen.

De bevolkingsdichtheid van Hermosa was ten tijde van de laatste census, met 52.484 inwoners op 157 km², 246,9 mensen per km².